# Tudo Bem (filme)
Tudo Bem é um filme brasileiro de drama de 1978, dirigido por Arnaldo Jabor. Em novembro de 2015 o filme entrou na lista feita pela Associação Brasileira de Críticos de Cinema (Abraccine) dos 100 melhores filmes brasileiros de todos os tempos.

## Sinopse
Juarez é um aposentado e pai de família de classe média que vive às voltas com uma obra no apartamento. Aposentado, ele está sempre cercado pelos fantasmas de seus amigos já falecidos. Elvira não acredita na impotência do marido e pensa que tem uma amante. Os filhos Zé Roberto e Vera Lucia são oportunistas ele executivo e ela preocupada com um marido. Para completar as empregadas Aparecida de Fátima mística fervorosa, e Zezé, que trabalha como prostituta nas horas vagas. Juntos eles precisam lidar com as dificuldades da vida e os operários da obra, que estão sempre no apartamento.

## Elenco
- Paulo Gracindo – Juarez
- Fernanda Montenegro – Elvira
- Regina Casé – Vera Lúcia

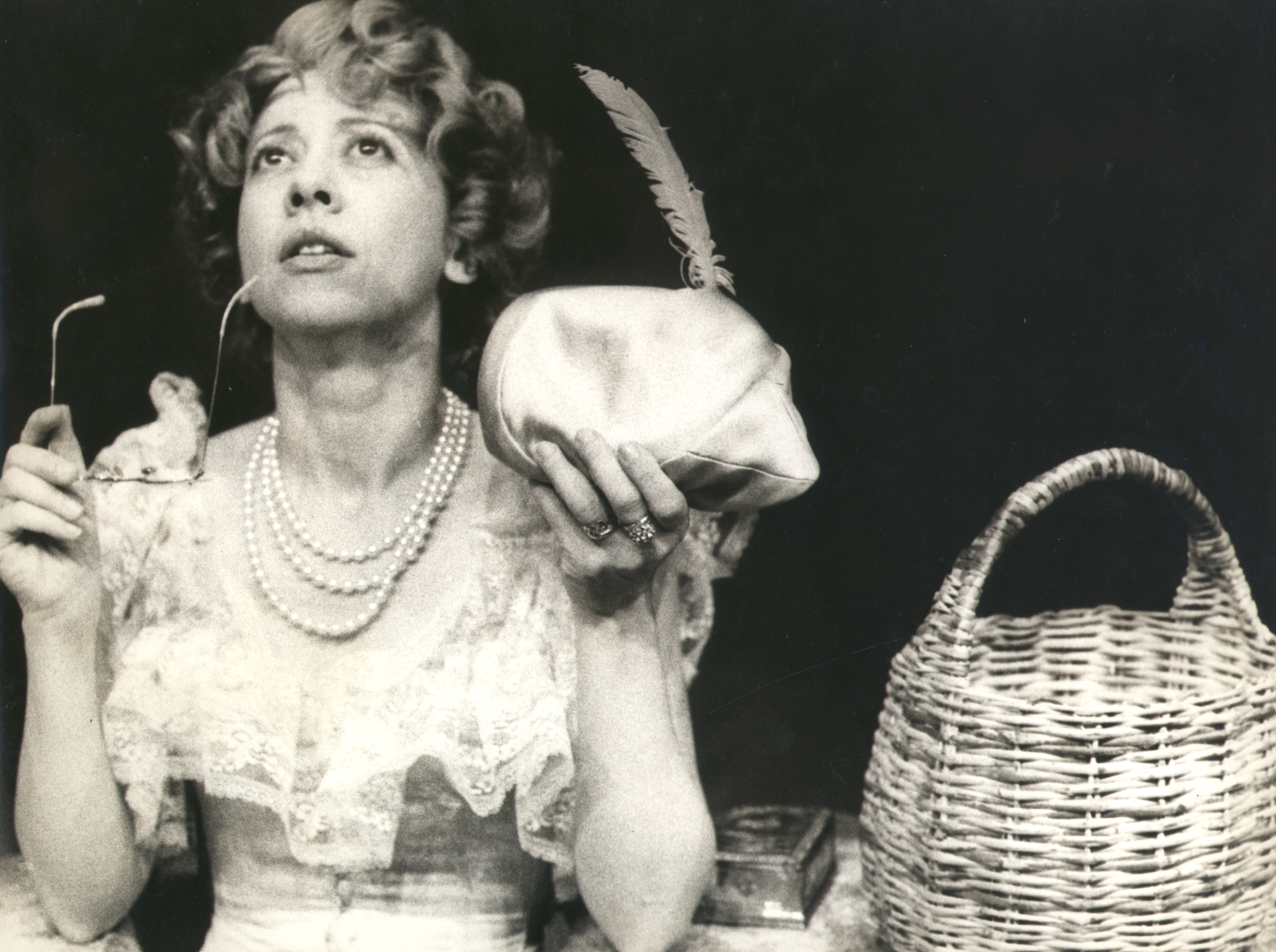
Fernanda Montenegro interpretou Elvira.

- Luiz Fernando Guimarães – Zé Roberto
- Zezé Motta – Zezé
- Maria Sílvia– Aparecida de Fátima
- Stenio Garcia – Zeca Maluco
- Paulo César Peréio – Bill Thompson
- José Dumont - Piauí
- Anselmo Vasconcelos - Telmo
- Fernando Torres – Giacometti
- Luiz Linhares – Pedro Penteado
- Jorge Loredo – Alarico Sombra
- Wellington Botelho - Otto
- Álvaro Freire - Jarbas
- Alby Ramos - Toninho
- Daniel Dantas – Daniel
- Guilherme Karan - Marcos (Marcão)
- Maria Helena Basílio - Lina

## Prêmios
Festival de Brasília

O diretor do filme, Arnaldo Jabor.

- Melhor Atriz - Fernanda Montenegro (Venceu)
- Melhor Ator Coadjuvante - Paulo Cesar Pereio (Venceu)
- Melhor Filme (Venceu)

Prêmios Moliére de Cinema
- Melhor Filme (Venceu)
- Melhor Atriz - Fernanda Montenegro (Venceu)
- Melhor Diretor - Arnaldo Jabor (Venceu)

Festival de Taormina
- Melhor Atriz - Fernanda Montenegro (Venceu)[carece de fontes?]